# Университет „Кажимеж Велики“
Университетът „Кажимеж Велики“ (на полски: Uniwersytet Kazimierza Wielkiego w Bydgoszczy; на латински: Universitas Casimiri Magni) е държавен университет, разположен в Бидгошч, Северна Полша. Основан е през 1968 г. В началото се нарича Педагогически колеж (1969–74) с три факултета: Хуманитарен, Математически и Природни науки. Наследен е от Висшето педагогическо училище (1974–2000), след това от Академията „Кажимеж Велики“ в Бидгошч (май 2000). Името Университет „Кажимеж Велики“ институцията получава на 13 май 2005 г. Наименован е на крал Кажимеж III Велики (Kazimierz III Wielki), който дарява града с права на 19 април 1346 г.
Днес има 14 хиляди студенти и 700 преподаватели, между които 150 професори.

## Галерия
- Collegium Maius
- Факултет по математика, физика и технологии
- Copernicanum (Институт по механика и приложна информатика)
- Новата Централна университетска библиотека